# Bhasan Char
Bhasan Char (bengalí: ভাষাণচর), también conocido como Char Piya, es una isla en Hatiya Upazila, Bangladés. Hasta el 2019 se conocía como Thengar Char. Se encuentra en la Bahía de Bengala, a unos 6 kilómetros (3,7 millas) de la isla Sandwip y a 37 millas (60 km) del continente.

## Historia
La isla fue formada por sedimentos del Himalaya en 2006 It spans 40 kilómetros cuadrados (15,4 mi²; 4000,0 ha). Se extiende por 40 kilómetros cuadrados (15 millas cuadradas; 4000 ha). El Gobierno de Bangladesh planeó construir un total de 1.440 edificios, incluidos 120 refugios contra ciclones, para reubicar a 100.000 refugiados rohingya de los campamentos continentales de Cox's Bazar. El Gobierno de Bangladesh sugirió por primera vez reasentar a los refugiados rohingya en la isla en junio de 2015. La propuesta fue caracterizada por la Agencia de las Naciones Unidas para los Refugiados como "logísticamente desafiante". No obstante, el 26 de enero de 2017, el gobierno de Bangladesh ordenó su reasentamiento. Human Rights Watch lo llamó "un desastre humanitario y de derechos humanos".
En agosto de 2019, el gobierno anunció una expansión del Proyecto Ashrayan (Ashrayan-3) para construir 100 000 viviendas. Las casas están construidas a cuatro pies sobre el suelo, para proteger a los refugiados de los grandes maremotos. Las obras públicas habían ascendido a 309,5 millones de takas en diciembre de 2019, un aumento del 34 % con respecto a la asignación inicial. Los proyectos adicionales incluyen elevar el terraplén de protección contra inundaciones de 9 pies (2,7 m) a 19 pies (5,8 m), y la construcción de pueblos en grupo, mezquitas, estaciones de refugio, hospitales, infraestructura de canalización de agua, caminos, infraestructura para la agricultura y muchos otros obras de urbanización en el marco del proyecto. La Armada de Bangladesh construyó gran parte de la infraestructura.
En enero de 2020, el proyecto avanzaba a pesar de la oposición de los líderes rohingya y los grupos de derechos humanos. El ministro de Asuntos de Refugiados de Bangladesh declaró que la isla está "lista para ser habitada", aunque no dio un cronograma para la reubicación. El gobierno no había permitido que periodistas extranjeros o líderes rohingya viajaran a Bhasan Char en ese momento.
Entre diciembre de 2020 y enero de 2021 ya habían sido enviados a la isla los dos primeros grupos que suman alrededor de 4.000 rohingya. El 29 de enero, otros 1.778 refugiados rohingya iniciaron su viaje a la isla, y un cuarto grupo será trasladado al día siguiente. El proceso de traslado de refugiados rohingya continuará hasta que lleguen 100.000 a la isla, según las autoridades. El gobierno de Bangladesh había gastado $ 112 millones en este momento. Una delegación de las Naciones Unidas visitó la isla por primera vez del 17 al 20 de marzo de 2021. En ese momento, 13.000 rohingya vivían en la isla. La Agencia de la ONU para los Refugiados ha firmado un memorando para ayudar a los refugiados aquí.Los rohingya pueden trabajar y contribuir a la economía, pero no pueden salir de la isla; la isla se consideraba en principio como una solución temporal hasta que los refugiados pudieran regresar a casa. Algunos del primer grupo que se mudó a la isla hablaron de haber sido coaccionados. Otros hablaron de decidir mudarse de los campamentos superpoblados de Cox's Bazaar debido a la frecuente violencia allí. El gobierno de Bangladesh esperaba disipar las preocupaciones de la ONU y que los refugiados recibieran asistencia internacional.